# فرودگاه سولاپور
فرودگاه سولاپور (به انگلیسی: Solapur Airport) (به زبان بومی: सोलापूर विमानतळ) یک فرودگاه همگانی با کد یاتا SSE است که یک باند فرود آسفالت دارد و طول باند آن ۲۰۰۹ متر است. این فرودگاه در کشور هند قرار دارد و در ارتفاع ۴۸۳ متری از سطح دریا واقع شده است.